# Pedicia nielseni
Pedicia (Crunobia) nielseni là một loài ruồi trong họ Pediciidae. Chúng phân bố ở vùng sinh thái Palearctic.